# Freddie Sears
Frederick Sears (Londres, 27 de Novembro de 1989) é um futebolista inglês. Atualmente, joga pelo Ipswich Town.